# Säkerhetspolisen
Säkerhetspolisen (pol. Policja Bezpieczeństwa, SÄPO) – szwedzka instytucja odpowiedzialna za kontrwywiad cywilny. Pod obecną nazwą funkcjonuje od 1 października 1989 roku. W 2015 roku miała miejsce reorganizacja, po której Policja Bezpieczeństwa stała się niezależną instytucją w strukturach Ministerstwa Sprawiedliwości.
Szacowana liczba pracowników Policji Bezpieczeństwo to ok. 1400 funkcjonariuszy.

## Historia Policji Bezpieczeństwa

### 1914–1918
Po raz pierwszy, szwedzka służba bezpieczeństwa została utworzona latem 1914 roku, a jej głównym zadaniem było ściganie przestępstw przeciwko bezpieczeństwu narodowemu (wcześniej zajmowali się tym detektywi policji w Sztokholmie). Organizacja znajdowała się w Sztabie Generalnym i nosiła nazwę Biuro Policji. W 1917 roku zatrudniała 10 osób – komisarza ds. kryminalnych, komendanta policji i ośmiu policjantów kryminalnych. Zajmowała się prowadzeniem śledztw i rozpoznaniem oraz miała uprawnienia do przeprowadzania kontroli pocztowych.

### 1918–1938
Po I wojnie światowej Biuro Policji zostało zlikwidowane, a pracownicy zostali przeniesieni do sztokholmskiej policji i zajmowali się kontrolą cudzoziemców. W 1932 roku nastąpiło kolejne przeniesienie, tym razem do Policji Państwowej i skupiono się na kontrolowaniu nazistów i komunistów.

### 1938–1946
W 1937 roku rozpoczęto prace nad utworzeniem tajnej policji bezpieczeństwa. Regulacja opisująca organizację i obsadę została podpisana 10 czerwca 1938 roku. Z początku nie była finansowana, a pracownicy działali zarówno w policji, jak i w tajnej organizacji. W związku z rozpoczynającą się wojną, państwo przeznaczyło zasoby finansowe na działalność oraz oddelegowano więcej ludzi do pracy w tajnej policji bezpieczeństwa. Zasoby ludzkie dochodziły do 1000 pracowników w okresie II wojny światowej.

### 1946–1989
Po II wojnie światowej zmniejszono liczbę pracowników do 100, a organizacja została podporządkowana szefowi Policji Państwowej. W planach było całkowite zlikwidowanie instytucji, jednak w związku z przewrotem praskim z 1948 roku zachowano organizację i wprowadzono kontrolę parlamentarną nad jej działaniami – szef Policji Państwowej miał się konsultować z Komisją Konsultacyjną Komendanta Państwowego Policji w sprawach dotyczących służby bezpieczeństwa.
W 1965 roku organizacja została wcielona do Krajowego Zarządu Policji, a za ochronę bezpieczeństwa narodowego odpowiadał wydział bezpieczeństwa. Przegląd był dokonywany między innymi przez przedstawicieli Riksdagu w Krajowym Zarządzie Policji.

### 1989–2014
1 października 1989 roku została powołana do życia Policja Bezpieczeństwa, która funkcjonuje do dziś. Pomimo pozostawania nadal w strukturach Krajowego Zarządu Policji, służba otrzymała własnego dyrektora generalnego. Zakres zadań Policji Bezpieczeństwa został zwiększony. Do katalogu dołączyła odpowiedzialność za nadzór i prace bezpieczeństwa dotyczące rządu centralnego, a także podczas wizyt państwowych i podobnych wydarzeń.

### 2015
Z dniem 1 stycznia 2015 roku, Policja Bezpieczeństwa stała się niezależnym organem. Obecnie w Szwecji pracuje obok siebie: policja i Policja Bezpieczeństwa. W związku z reorganizacją utworzono radę ds. przejrzystości, która podlega takim samym zasadom tajności jak Policja Bezpieczeństwa i ma na celu obserwację działań służby oraz zadawanie pytań i zgłaszanie sugestii. Reorganizacja miała związek z podjęciem prób usprawnienia i polepszenia jakości działania zarówno policji, jak i Policji Bezpieczeństwa.

## Podstawa prawna
Ustawa (1984:387) o Policji (szw. Polislag (1984:387))
Rozporządzenie (2014:1103) z instrukcjami dla Policji Bezpieczeństwa (szw. Förordning (2014:1103) medinstruktion för Säkerhetspolisen)

## Struktura
Północ – Västernorrland, Jämtland, Västerbotten i Norrbotten
     Centrum – Uppsala, Västmanland i Gävleborg
     Bergslagen – Värmland, Örebro i Dalarna
     Wschód – Södermanland, Östergötland i Jönköping
     Zachód – Halland i Västra Götaland
     Południe – Kronoberg, Kalmar, Blekinge i Skåne
     Sztokholm – Sztokholm i Gotland

Północ – Västernorrland, Jämtland, Västerbotten i Norrbotten
Centrum – Uppsala, Västmanland i Gävleborg
Bergslagen – Värmland, Örebro i Dalarna
Wschód – Södermanland, Östergötland i Jönköping
Zachód – Halland i Västra Götaland
Południe – Kronoberg, Kalmar, Blekinge i Skåne
Sztokholm – Sztokholm i Gotland

Na SÄPO składa się pięciu departamentów.
- Departament Ochrony (szw. Säkerhetsavdelningen) – jest odpowiedzialny za prowadzenie działań w obszarach ochrony bezpieczeństwa i ochrony osobistej. Szefem departamentu jest Carolina Paasikivi.
- Departament Bezpieczeństwa Wywiadowczego (szw. Säkerhetsunderrättelseavdelningen) – zajmuje się oceną i ograniczeniem intencji i zdolności zagrażających państwu w prowadzeniu działań zagrażających bezpieczeństwu. Dodatkowo, departament jest również odpowiedzialny za czynności dochodzeniowe i sprawy karne zgodnie z ustawodawstwem dotyczącym cudzoziemców i obywateli. Zapewnia Policji Bezpieczeństwa również podstawy decyzyjne dla zastosowania środków bezpieczeństwa. Departamentem kieruje Anna Sjöberg.
- Departament Operacyjny (szw. Inhämtningsavdelningen) – prowadzi działania wsparcia operacyjnego w zakresie tajnych środków przymusu. Departament pełni również funkcję organu wywiadu finansowego. Tutaj znajduje się również centrum komunikacyjne Policji Bezpieczeństwa, które jest czynne przez całą dobę. Szefem jest Anders Kassman.
- Departament Teleinformatyki (szw. Informations- och utvecklingsavdelningen) – jest odpowiedzialny za ogólne dostarczanie informacji przez agencję poprzez rejestrację i przetwarzanie otrzymanych informacji. Departament następnie udostępnia informacje innym organom. Szefem departamentu jest Marianne Öst.
- Departament Logistyki (szw. Avdelningen för verksamhetsstöd) – odpowiada za kwestie finansowe, zaopatrzenie, HR, komunikację. Szefem departamentu jest Martin Wagner.

Dodatkowo, w strukturze organizacji można wyróżnić Sztab Dyrektora Generalnego (szw. Generaldirektörens stab), które zapewnia wsparcie w zarządzaniu strategicznym Szefowi, Zastępcy Szefa.
Regionalne biura znajdują się w sześciu lokalizacjach poza Sztokholmem: Umeå, Uppsala, Örebro, Linköping, Göteborg i Malmö. Jednostki regionalne opierają się na granicach geograficznych kilku regionów terytorialnych:

## Zadania
Zainteresowania Policji Bezpieczeństwa można podzielić na sześć grup, które odpowiadają zadaniom wykonywanym przez funkcjonariuszy:
1. konwencjonalny kontrwywiad, który ma na celu zapobieganie i wykrywanie przypadków szpiegostwa,
2. walka z terroryzmem na terenie Szwecji i ochrona przed nim zagranicznych interesów państwa,
3. ochrona porządku prawnego oraz społecznego i praw obywatelskich,
4. ochrona struktur i urzędników państwowych, w tym rodziny królewskiej oraz dygnitarzy, którzy składają wizytę w Szwecji,
5. ochrona informacji niejawnych istotnych z punktu widzenia bezpieczeństwa państwa,
6. zapobieganie proliferacji broni masowego rażenia[1].

## Uprawnienia
Zgodnie z ustawą o Policji, która reguluje działania Policji Bezpieczeństwa, funkcjonariusze posiadają prawo do prowadzenia czynności dochodzeniowo-śledczych (art. 3 pkt 2). Prawo to przysługuje w sytuacji wykrycia działalności przestępczej obejmującej przestępstwa przeciwko bezpieczeństwu narodowemu lub przestępstwa terrorystyczne (art. 3 pkt 1) oraz gdy rząd zaleci wykonywanie takich czynności w szczególnych przypadkach (art. 3 pkt 5).
Pozyskując dane, funkcjonariusze posługują się szeregiem metod. Zalicza się do nich tradycyjne środki wykorzystywane przez policję, jak i mniej konwencjonalne – tzw. „biały wywiad”. Innymi metodami są: wywiad radioelektroniczny, techniki podsłuchu i podglądu oraz kontrola korespondencji. Ta ostatnia metoda jest realizowana na podstawie decyzji sądu. W niektórych przypadkach SÄPO może uzyskać dane i informacje na temat łączności elektronicznej na podstawie decyzji rządu.

## Kontrola i nadzór
Reorganizacja służby w 2015 roku i nadanie jej dużej niezależności doprowadziło do tego, że nie ma jednego konkretnego organu parlamentarnego, który zajmowałby się kontrolą SÄPO, jednak powstały komisje, które odpowiadają za poszczególne obszary działalności służby. Do tych komisji zalicza się:
- Komitet Sprawiedliwości – nadzoruje strategie, ogólne działania i wydatki oraz otrzymuje roczne sprawozdania od SÄPO,
- Komisja Konstytucji – nadzoruje sprawy związane ze zgodnością działań funkcjonariuszy z konstytucją[6].

Przed reorganizacją za nadzór prawny była odpowiedzialna Krajowa Rada Policji. Po 2015 roku została ona zastąpiona przez niezależny organ nadzorczy, który jest odpowiedzialny bezpośrednio przed rządem.
Parlamentarny Rzecznik Praw Obywatelskich jest odpowiedzialny za sprawdzanie, czy przestrzegane są prawa i wolności obywatelskie.

## Współpraca krajowa i międzynarodowa
Na szczeblu krajowym SÄPO współpracuje z pozostałymi dwoma instytucjami wywiadowczymi (Agencja Wojskowego Rozpoznania Radioelektronicznego, Wojskowa Służba Wywiadu i Bezpieczeństwa) oraz z organami ścigania (Policja, Prokuratura, Urząd ds. Przestępczości Gospodarczej). Współpraca dotyczy wymiany informacji i doświadczeń, a także może przybrać formę wsparcia Policji w śledztwach karnych w postaci wiedzy eksperckiej, rozpoznania i analizy. Również Policja Bezpieczeństwa utrzymuje łączność z gminami, radami powiatów i wybranymi firmami. W rozporządzeniu z 2014 roku kooperacja ta jest poszerzona o współpracę i współdziałanie przy skutecznym przeprowadzaniu operacji typu policyjnego.
Policja Bezpieczeństwa ma swojego reprezentanta w Grupie Współpracy na rzecz Bezpieczeństwa Informacji (szw. Samverkansgruppen för informationssäkerhet, SAMFI), w skład której wchodzą przedstawiciele instytucji odpowiedzialnych za ochronę informacji niejawnej (SÄPO, MUST i FRA). Kolejnym forum jest Krajowa Platforma na rzecz Ochrony przed Poważnymi Zagrożeniami Informatycznymi (szw. Nationell samyerkan till skydd mot allvarliga IT-hot, NSIT), której zadaniem jest analiza zagrożeń i podatności na cyberataki. Kolejnym forum współpracy jest Narodowe Centrum Oceny Zagrożeń Terrorystycznych (szw. Nationellt centrum för terrorhotbedömning, NCT) zrzeszające czternaście agencji rządowych. Organizacja ta opracowuje długo- i krótkoterminowe strategiczne oceny zagrożenia terrorystycznego Szwecji i szwedzkich interesów. Jej zadaniem jest także opracowywanie strategicznych analiz incydentów, ocena trendów i wydarzeń międzynarodowych mających wpływ na zjawisko terroryzmu, które mogą wpłynąć na interesy Szwecji, zarówno dziś, jak i w przyszłości.
Szef Policji Bezpieczeństwa może zawierać umowy w ramach współpracy międzynarodowej, jeśli nie jest wymagana zgoda Riksdagu i Komisji Spraw Zagranicznych. Komisja jest organem pośredniczącym pomiędzy rządem a Riksdagiem w sprawach polityki zagranicznej. Każda znacząca decyzja musi być skonsultowana z członkami Komisji. Policja Bezpieczeństwa ściśle współpracuje ze służbami bezpieczeństwa krajów nordyckich, krajów UE i USA. SÄPO ma na miejscu w Europolu oficera łącznikowego. Kolejnym ważnym forum współpracy jest międzynarodowa organizacja policyjna Interpol. Dodatkowo Szwecja bierze także udział w pracach Grupy ds. Zwalczania Terroryzmu (ang. Counter-Terrorism Group, CTG), nieformalnej inicjatywie agencji wywiadowczych krajów europejskich. CTG została założona w 2001 roku w następstwie ataków z 11 września. Jest to forum wymiany informacji wywiadowczych między różnymi krajami europejskimi, które w szczególności koncentruje się na danych wywiadowczych dotyczących zwalczania terroryzmu. Członkowie CTG dobrowolnie wymieniają się danymi wywiadowczymi i angażują się w dyskusje w celu rozwijania współpracy w działaniach antyterrorystycznych. CTG koncentruje się szczególnie na terroryzmie i ekstremizmie islamskim i regularnie spotyka się, aby ułatwiać współpracę operacyjną między służbami policyjnymi i agencjami wywiadowczymi państw UE.

## Szef
W sierpniu 2021 roku ogłoszono, że na stanowisko Szefa Policji Bezpieczeństwa została powołana Charlotte von Essen, która wcześniej pełniła funkcję zastępcy Szefa przy Klasie Fribergu. Dotychczasowy Szef SÄPO z dniem 20 września przechodzi na emeryturę. 

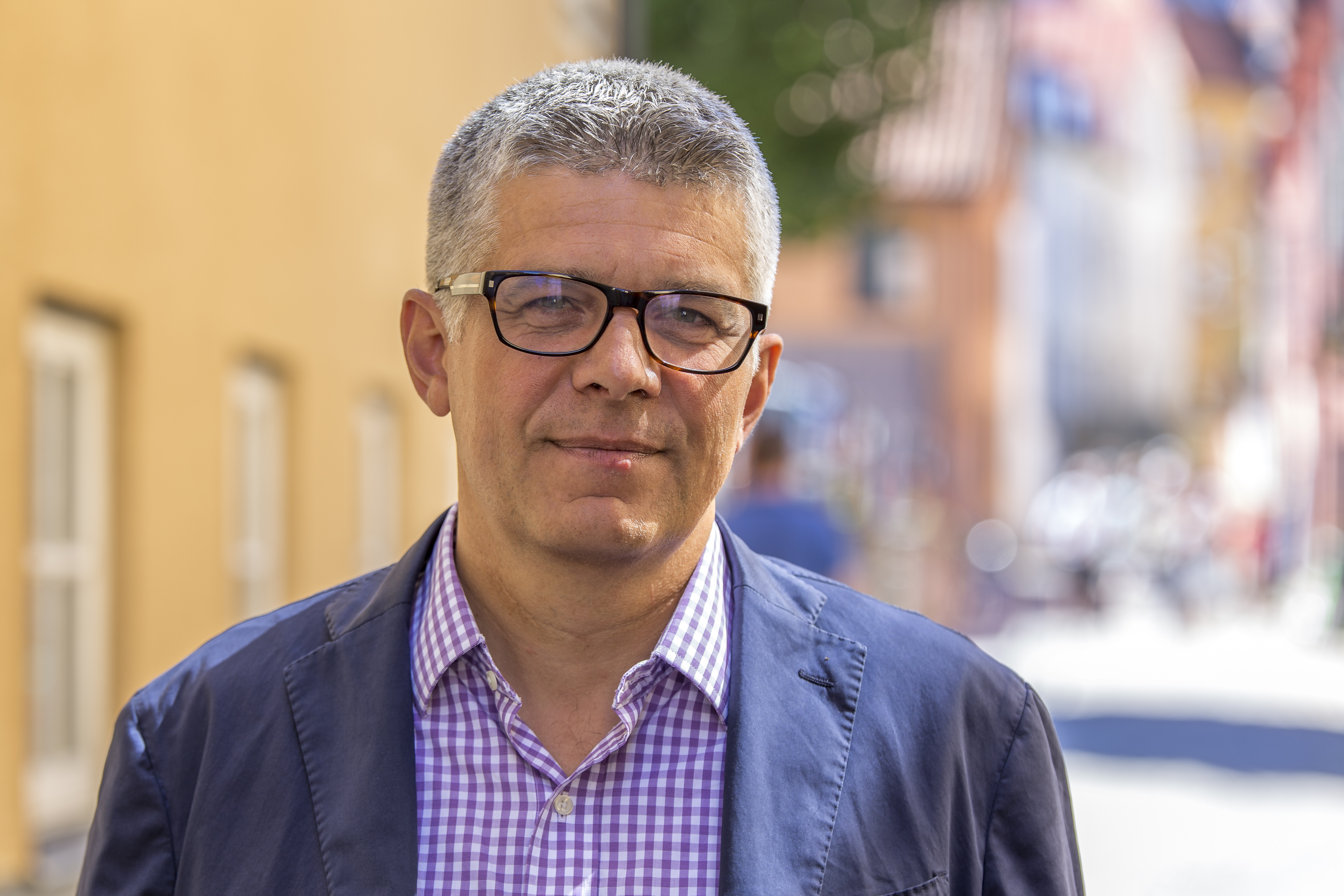
Anders Thornberg, były Szef Policji Bezpieczeństwa

### Dotychczasowi Szefowie SÄPO
| Osoba | Osoba               | Okres sprawowania funkcji | Okres sprawowania funkcji |
| #     | imię i nazwisko     | od                        | do                        |
| ----- | ------------------- | ------------------------- | ------------------------- |
| 1     | Mats Börjesson      | 1989                      | 1994                      |
| 2     | Anders Eriksson     | 1994                      | 2000                      |
| 3     | Jan Danielsson      | 2000                      | 2003                      |
| 4     | Klas Bergenstrand   | 2004                      | 2007                      |
| 5     | Anders Danielsson   | 2007                      | 2012                      |
| 6     | Anders Thornberg    | 2012                      | 2018                      |
| 7     | Klas Friberg        | 2018                      | 2021                      |
| 8     | Charlotte von Essen | 2021                      | obecnie                   |

## Wybrane osiągnięcia
1. Po przeprowadzeniu przez Policję Bezpieczeństwa śledztwa, 1 września 2021 roku sąd okręgowy w Örebro skazał mężczyznę za nielegalne rozpowszechnianie tajnych i wrażliwych informacji o instalacjach obronnych na dwa lata pozbawienia wolności[12].
2. 26 sierpnia 2021 roku, w Sądzie Okręgowym w Göteborgu rozpoczął się proces przeciwko mężczyźnie oskarżonemu o szpiegostwo lub nielegalną działalność wywiadowczą, który jest podejrzany o to, że został zwerbowany jako agent przez oficera rosyjskiego wywiadu[13].
3. Policja Bezpieczeństwa przeprowadziła 2 kwietnia 2021 roku operację w rejonie Sztokholmu. Dwie osoby zostały zatrzymane pod zarzutem terroryzmu[14].
4. 18 lipca 2017 roku, Policja Bezpieczeństwa wspólnie z Policją przeprowadziła operację, która doprowadziła do aresztowania pod zarzutem przygotowania do masowego ataku[15].

## SÄPO w mediach społecznościowych
Twitter @SAPOSverige – konto jest obsługiwane w dni powszednie od 9 do 17 przez dział komunikacji. Posty i komentarze publikowane na koncie Policji Bezpieczeństwa na Twitterze stają się dokumentami publicznymi i tym samym są objęte zasadą jawności.
LinkedIn – konto jest obsługiwane w dni powszednie od 9:00 do 17:00 przez dział komunikacji i dział HR. Zamieszczane są na nim informacje dotyczące wakatów w Policji Bezpieczeństwa. Posty i komentarze publikowane na koncie Linkedin policji bezpieczeństwa stają się dokumentami publicznymi i tym samym są objęte zasadą jawności.
Policja bezpieczeństwa śledzi konto i usuwa posty, których treść może być kryminalna. Jednak każdy, kto zamieszcza stanowisko niezgodne z prawem, zawsze ponosi osobistą odpowiedzialność za przestępstwo. Policja bezpieczeństwa usuwa również wpisy zawierające poufne dane osobowe, a także wpisy obraźliwe lub mogące naruszać integralność osobistą osób.